# Villar Dora
Villar Dora (piemonti nyelven Vilar Dòra vagy O Vilar) egy olasz község a Piemont régióban, Torino megyében.

## Földrajza

Villar Dora község Torino megye térképén

A Susa-völgy északi része és a Dora Riparia folyó között helyezkedik el. A Susa- és Sangone-völgyi Hegyi Közösség tagja. Torinótól kb. 26 km-re fekszik. Rubiana, Caprie, Avigliana, Sant’Ambrogio di Torino és Almese községekkel határos.

## Történelem
1928-ban a fasiszta rezsim irányelveinek megfelelően egyesítették Almese községgel, majd 1955-ben visszanyerte önállóságát.

## Látványosságok

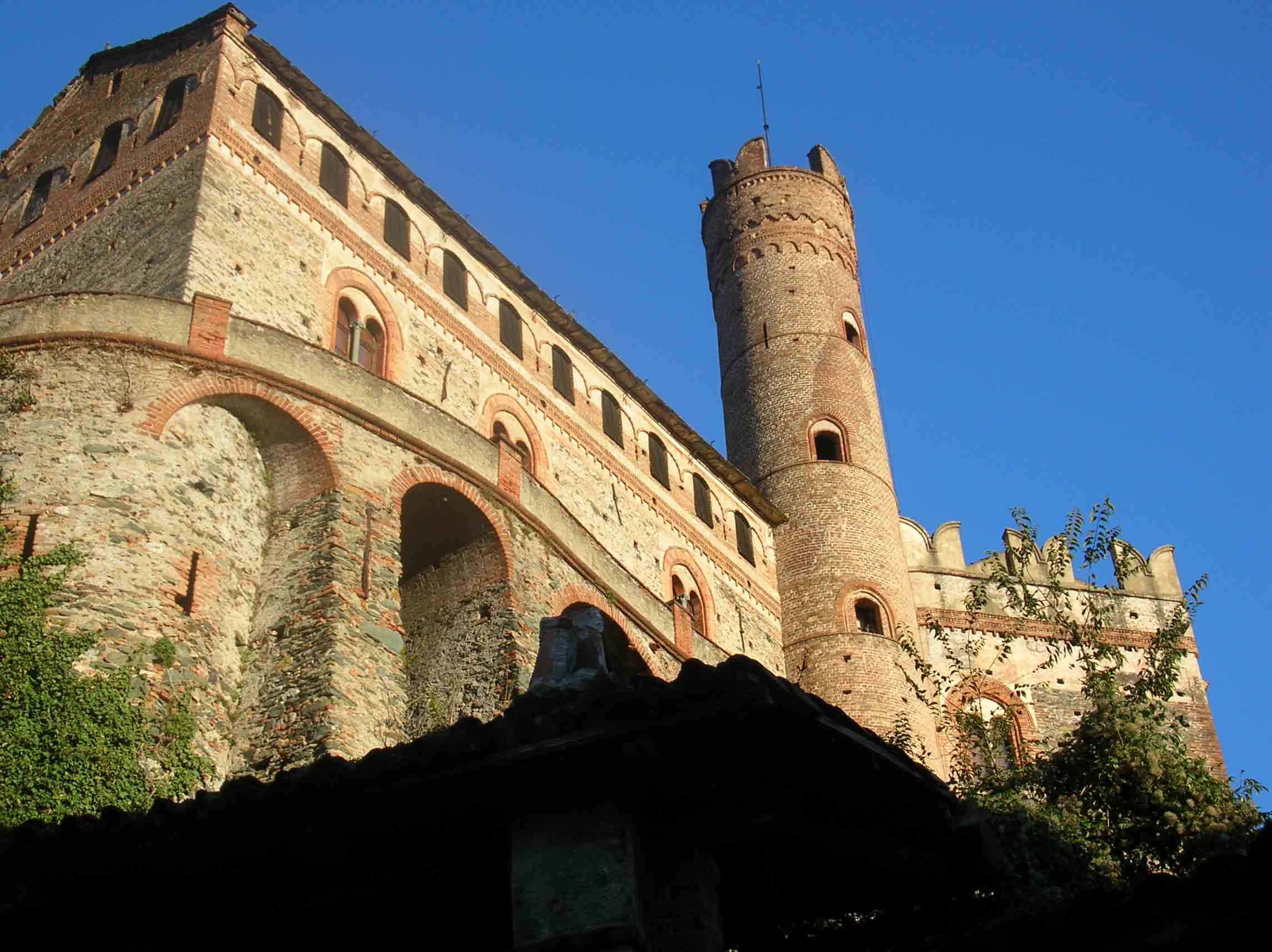
Villar Dora kastélya

- Villar Dora kastélya
- Torre del Colle torony
- plébániatemplom
- San Rocco templom
- San Pancrazio kápolna
- a Dora Riparia múzeuma

## Fordítás
- Ez a szócikk részben vagy egészben  a   Villar Dora című olasz Wikipédia-szócikk fordításán alapul.  Az eredeti cikk szerkesztőit annak laptörténete sorolja fel. Ez a jelzés csupán a megfogalmazás eredetét és a szerzői jogokat jelzi, nem szolgál a cikkben szereplő információk forrásmegjelöléseként.